# Drilonereis
Drilonereis är ett släkte av ringmaskar som beskrevs av Jean Louis René Antoine Édouard Claparède 1870. Drilonereis ingår i familjen Oenonidae.

## Dottertaxa tillDrilonereis, i alfabetisk ordning[1][2]
- Drilonereis brattstroemi
- Drilonereis canadensis
- Drilonereis caulleryi
- Drilonereis chilensis
- Drilonereis cylindrica
- Drilonereis debilis
- Drilonereis falcata
- Drilonereis filum
- Drilonereis forcipes
- Drilonereis heterognatha
- Drilonereis intermedia
- Drilonereis longa
- Drilonereis lumbricus
- Drilonereis magna
- Drilonereis major
- Drilonereis maorica
- Drilonereis mexicana
- Drilonereis monroi
- Drilonereis nuda
- Drilonereis parasiticus
- Drilonereis planiceps
- Drilonereis polaris
- Drilonereis quadricuspis
- Drilonereis quadrioculata
- Drilonereis robustus
- Drilonereis similis
- Drilonereis spatula
- Drilonereis spectabilis
- Drilonereis tenuis
- Drilonereis tridentata
- Drilonereis viborita
- Drilonereis zenkevitchi